# Love Next Door
Love Next Door (엄마친구아들 Eommachinguadeul) ist eine südkoreanische Fernsehserie mit Jung Hae-in und Jung So-min.

## Handlung
Die Handlung dreht sich um Bae Seok-ryu, eine junge Frau, die nach einem Karriereabbruch in ihre Heimatstadt zurückkehrt und auf ihren Kindheitsfreund Choi Seung-hyo trifft, einen erfolgreichen Architekten. Ihre komplexe Vergangenheit und gemeinsamen Erlebnisse sorgen für viel emotionales Drama, aber auch humorvolle Momente, während sie sich wieder näherkommen.

## Besetzung

### Hauptdarsteller
- Jung Hae-in als Choi Seung-hyo[1]
- Jung So-min als Bae Seok-ryu[2]
- Kim Ji-eun als Jeong Mo-eum[3]
- Yoon Ji-on als Kang Dan-ho[4]

### Nebendarsteller
- Park Ji-young als Na Mi-sook[5]
- Jo Han-chul als Bae Geun-sik[6]
- Jang Young-nam als Seo Hye-sook[6]
- Jeon Seok-ho als Yoon Myung-woo[6][7]
- Kim Geum-soon als Do Jae-sook
- Han Ye-ju als Bang In-sook
- Lee Seung-hyub als Bae Dong-jin[8]
- Shim So-young als Lee Na-yun[9]